# Elisabeth Micheler
Elisabeth Micheler (* 30. April 1966 in Augsburg) ist eine ehemalige deutsche Kanuslalomfahrerin im Einer-Kajak.

## Karriere
Die Arzthelferin aus Augsburg trat für Kanu Schwaben Augsburg, die Kanusportabteilung des TSV Schwaben Augsburg, an und wurde 1987 Weltmeisterin mit der Mannschaft (mit Margit Messelhäuser und Ulla Steinle) und dritte im Einzelwettbewerb. Seit 1989 trainierte sie im englischen Nottingham und konnte 1991 Weltmeisterin in der Einzelkonkurrenz werden. Bei den Olympischen Sommerspielen 1992 in Barcelona wurde sie Olympiasiegerin.
Für den Gewinn der Goldmedaille erhielt sie am 23. Juni 1993 das Silberne Lorbeerblatt.
Nachdem sie 1993 den britischen Slalomkanuten Melvyn Jones heiratete, trat sie unter dem Doppelnamen Micheler-Jones in Atlanta an, wo sie aber keine Medaille gewinnen konnte.
Sie lebt zusammen mit Mann und Kindern in der Nähe von Augsburg.